# Journal of Systematics and Evolution
Journal of Systematics and Evolution, (abreujat J. Syst. Evol.), és una revista il·lustrada amb descripcions botàniques que és editada per l'Acadèmia Xinesa de les Ciències. Es publica des del número 46 des de l'any 2008 fins ara. Va ser precedida per Acta Phytotaxonomica Sinica.